# Kościół Chrystusa Króla w Biesiekierzu
Kościół Chrystusa Króla – rzymskokatolicki kościół parafialny należący do parafii pod tym samym wezwaniem (dekanat Mielno, diecezji koszalińsko-kołobrzeskiej, metropolii szczecińsko-kamieńskiej).

## Architektura
Jest to świątynia wybudowana w XIV wieku w stylu gotyckim. W drugiej połowie XVII i XIX wieku została przebudowana, otrzymała wtedy wieżę ze szpiczastym dachem hełmowym, co ukształtowało jej obecny kształt. Pomimo że budowla jest otynkowana, o jej gotyckim rodowodzie świadczą skarpy. We wnętrzu świątyni znajdują się: wczesnobarokowy ołtarz, chrzcielnica pochodząca z XVII wieku, fragment nastawy ołtarzowej, dwie rzeźby w stylu barokowym.